# 1. HFK Olomouc
1. HFK Olomouc ist ein tschechischer Fußballklub aus der mährischen Großstadt Olomouc. In den Jahren 2000 bis 2004 und 2005 bis 2009 spielte der Verein in der zweithöchsten tschechischen Liga.
Der 1. HFK Olomouc gilt als einer der wichtigsten und mitgliederstärksten Vereine in Mähren. Er baut auf der Tradition der Vereine FK Holice 1932, Lokomotiva Olomouc und FK Hodolany auf. Mit dem Aufstieg der 1. Fußballherrenmannschaft in die zweite tschechische Liga im Jahr 2000 wechselte der Verein den Namen von FK Holice 1932 in 1. HFK Olomouc.
Im tschechischen Fußballpokal scheiterte HFK in der Saison 2007/08 im Viertelfinale am späteren Cup-Gewinner Sparta Prag. In der Saison 2010/11 erreichte die Mannschaft das Achtelfinale, wo sie gegen den Erstligisten FK Baumit Jablonec verlor. In der Folgesaison gelang der Aufstieg in die  2. Liga. Dort belegte die Mannschaft den 4. Platz. Anschließend zog sich der Klub aus wirtschaftlichen Gründen freiwillig in die MSFL, die dritthöchste Spielklasse, zurück.

## Saisonergebnisse
- 2000/01: 2. Liga – 12. Platz
- 2001/02: 2. Liga – 9. Platz
- 2002/03: 2. Liga – 9. Platz
- 2003/04: 2. Liga – 15. Platz (Abstieg)
- 2004/05: MSFL – 1. Platz (Aufstieg)
- 2005/06: 2. Liga – 6. Platz
- 2006/07: 2. Liga – 3. Platz
- 2007/08: 2. Liga – 8. Platz
- 2008/09: 2. Liga – 15. Platz (Abstieg)
- 2009/10: MSFL – 2. Platz
- 2010/11: MSFL – 2. Platz
- 2011/12: MSFL – 1. Platz (Aufstieg)
- 2012/13: 2. Liga – 4. Platz
- 2013/14: MSFL – 8. Platz
- 2014/15: MSFL

## Spieler
- Roman Sedláček (1999–2002)
- Marek Kaščák (2002–2006)

## Trainer
- Roman Pivarník (2000–2002)
- Bohuš Keler (2002)
- Leoš Kalvoda (2004–2007)
- Roman Sedláček (2007–2008)
- Petr Uličný (2009–2011)
- Oldřich Machala (2011)